# Mortimer Morris-Goodall

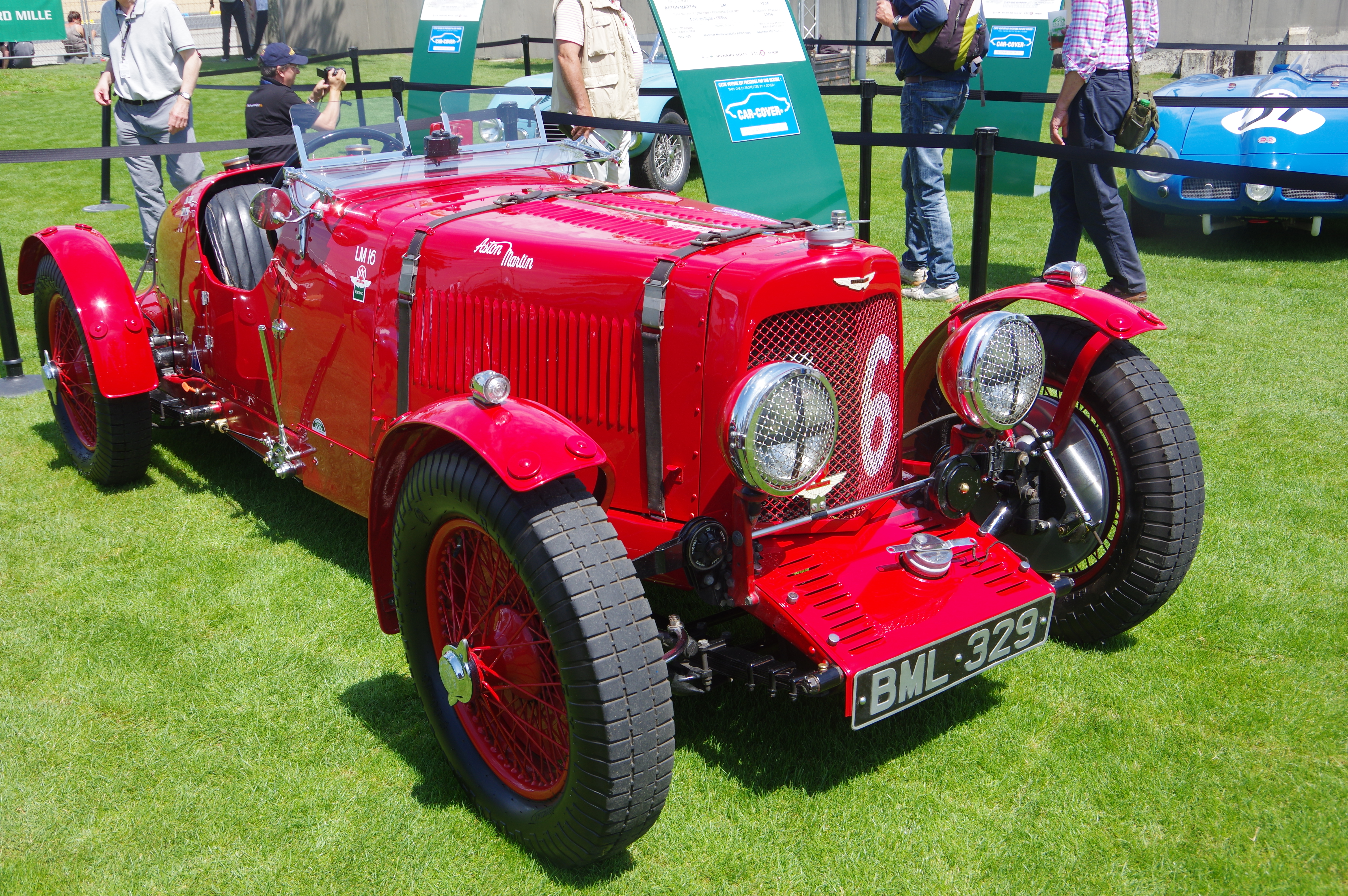
Aston Martin 1½ Le Mans, Einsatzwagen von Mortimer Morris-Goodall beim 24-Stunden-Rennen von Le Mans 1934

Mortimer Herbert Morris-Goodall (* 11. März 1907 in Hitchin; † 14. Mai 2001 in Brighton) war ein britischer Autorennfahrer, Motorsportfunktionär und der Vater der Verhaltensforscherin Jane Goodall.

## Karriere
Mortimer Morris-Goodall, der Gründer des Aston Martin Owners Club, war mit der Autorin Margaret Myfanwe „Vanne“ Morris-Goodall, geborene Joseph, verheiratet. Die beiden Töchter Jane und Judith wurden, vier Jahre voneinander getrennt, jeweils am 3. April geboren.
Der Brite begann seine Karriere Anfang der 1930er-Jahre. Mit einem vom Aston-Martin-Miteigentümer und Chefingenieur Augustus Bertelli erworbenen Aston Martin 1½ bestritt er das 1000-Meilen-Rennen von Brooklands 1932. Das Cockpit teilte er sich dabei mit Charles Masters. Das Rennen konnten die beiden Fahrer nach einem technischen Defekt nicht beenden. Im selben Jahr gab er ohne große Rennerfahrung für die Werksmannschaft von Aston Martin sein Debüt beim 24-Stunden-Rennen von Le Mans. Seine Partnerin war Elsie, die Ehefrau seines Freundes Tommy Wisdom. Nach dem Ausfall durch Lagerschaden 1933 lag er 1934 mit Co-Driver Jim Elwes an der zweiten Stelle, als das Duo nach einem Motorschaden aufgeben musste.
Nach dem Zweiten Weltkrieg fuhr Morris-Goodall nur mehr wenige Rennen. Sein bestes Ergebnis In Le Mans war der neunte Endrang 1951. Neben der Rennfahrerei arbeitete er als Rennleiter bei unterschiedlichen Teams. 1953 war er in Le Mans in dieser Funktion bei Jaguar tätig und führte Tony Rolt, Duncan Hamilton, Stirling Moss und Peter Walker auf ihren C-Types zu einem Doppelsieg. Sein letztes Rennen als Fahrer bestritt er 1955 an der Sarthe und war dort 1960 Einsatzleiter der Maserati Tipo 61 bei Camoradi Racing, die er im selben Jahr und 1961 auch bei deren Gesamtsiegen beim 1000-km-Rennen auf dem Nürburgring betreute.

## Statistik

### Le-Mans-Ergebnisse
| Jahr | Team                                | Fahrzeug                     | Teamkollege     | Platzierung             | Ausfallgrund    |
| ---- | ----------------------------------- | ---------------------------- | --------------- | ----------------------- | --------------- |
| 1933 | Aston Martin Ltd.                   | Aston Martin 1½ Le Mans      | Elsie Wisdom    | Ausfall                 | Lagerschaden    |
| 1934 | Aston Martin Ltd.                   | Aston Martin 1½ Le Mans      | Jim Elwes       | Ausfall                 | Motorschaden    |
| 1935 | John Cecil Noël                     | Aston Martin 1½ Le Mans      | Jim Elwes       | Rang 12                 |                 |
| 1937 | C. T. Thomas                        | Aston Martin Speed Model     | Robert Hitchens | Rang 11 und Klassensieg |                 |
| 1938 | Commander Robert Hitchens           | Aston Martin Speed Model     | Robert Hitchens | Ausfall                 | Zylinderschaden |
| 1939 | Commander Robert Hitchens           | Aston Martin Speed Model     | Robert Hitchens | Rang 12                 |                 |
| 1949 | Ecurie Lapin Blanche                | HRG 1500 Lightweight Le Mans | Peter Clark     | Ausfall                 | Kühler          |
| 1950 | Nigel Mann                          | Healey Elliot                | Nigel Mann      | Rang 19                 |                 |
| 1951 | N. H. Mann                          | Aston Martin DB2             | Nigel Mann      | Rang 10                 |                 |
| 1952 | N. H. Mann                          | Aston Martin DB2             | Nigel Mann      | Ausfall                 | Starter         |
| 1955 | Standard Triumph Motor Company Ltd. | Triumph TR2                  | Leslie Brooke   | Rang 19                 |                 |

### Einzelergebnisse in der Sportwagen-Weltmeisterschaft
| Saison | Team                   | Rennwagen         | 1   | 2   | 3   | 4   | 5   | 6   | 7   |
| ------ | ---------------------- | ----------------- | --- | --- | --- | --- | --- | --- | --- |
| 1953   | Jaguar                 | Jaguar C-Type     | SEB | MIM | LEM | SPA | NÜR | RTT | CAP |
| 1953   | Jaguar                 | Jaguar C-Type     | DNF |     |     |     |     |     |     |
| 1954   | Donald Healey          | Austin-Healey 100 | BUA | SEB | MIM | LEM | RTT | CAP |     |
| 1954   | Donald Healey          | Austin-Healey 100 | DNF |     |     |     |     |     |     |
| 1955   | Standard Motor Company | Triumph TR2       | BUA | SEB | MIM | LEM | RTT | TAR |     |
| 1955   | Standard Motor Company | Triumph TR2       | 19  |     |     |     |     |     |     |